# 大分県道404号糸原杵築線
大分県道404号糸原杵築線（おおいたけんどう404ごう いとはるきつきせん）は、大分県国東市から杵築市に至る一般県道である。

## 概要
現道路としてたどる県道404号は、大分県国東市の大分空港入口交差点を起点とし国道213号や大分県道545号大分空港線と別れ、いったん西方向へ国東半島の一部の山地を抜けながら進む。その途中で大分県道201号国東安岐線と交差し、起点から県道201号交点までは通称杵築沿海路の一部でもある。
武蔵町向陽台の集落地を貫いた後は南西に向きを変える。棚田や段々畑などの農地を見渡し曲線上が少し存在するが、やがて安岐町中園の集落地を経由し、安岐川を渡ると大分県道34号豊後高田安岐線と交差する。
安岐町下山口付近を通り抜けて、再び山地を突き抜けながら南西方向へ進む。西側に妙見山を見渡した後東側から大分空港道路（無料区間）が合流し、本県道からは安岐町大添付近にある安岐インター入口交差点から安岐ICへの連絡道を経由して利用できる。
しばらく大分空港道路と並走する途中で、国東市から杵築市に入る。その区間の県道404号の方は曲線上や坂が複数存在する。やがて県道404号は南に方向を変え、大分空港道路とはその下を交差しながら離れてゆく。その後集落地が広がる中を通り抜け、起点で別れた国道213号と杵築市塩浜の交差点（守江湾付近）で再度接しながら県道404号はここで終点である。

### 路線データ
- 起点：大分県国東市武蔵町糸原（大分空港入口交差点、国道213号交点、大分県道545号大分空港線終点）
- 終点：大分県杵築市大字大内（国道213号交点）

## 地理

### 通過する自治体
- 国東市
- 杵築市

### 交差する道路
| 交差する道路                      | 市町村名 | 交差する場所 | 交差する場所                    |
| --------------------------------- | -------- | ------------ | ------------------------------- |
| 国道213号 大分県道545号大分空港線 | 国東市   | 武蔵町糸原   | 大分空港入口交差点 / 起点       |
| 大分県道201号国東安岐線           | 国東市   | 武蔵町糸原   |                                 |
| 大分県道34号豊後高田安岐線        | 国東市   | 安岐町中園   | 安岐中学校先交差点              |
| E97 大分空港道路                  | 国東市   | 安岐町大添   | 安岐インター入口交差点 4 安岐IC |
| 国道213号                         | 杵築市   | 大字大内     | 終点                            |

### 沿線
- 国東半島
- くにさきレンタカー大分空港店
- フレイザー九州
- ディスカウントドラッグコスモス
  - 大分空港店
  - 杵築店
- 国東市消防署南分署
- 国東市安岐図書館
- 大分県農業協同組合国東事業部安岐支店
- 安岐川
- 国東市立安岐中学校
- 国東市立安岐中央小学校
- 国東市社会福祉協議会安岐支所
- 安岐中央こども園
- 小城山
- 妙見山
- 浄泉寺
- 朝霧神社
- 杵築大内簡易郵便局
- 大分県農業協同組合杵築事業部
- ファッションセンターしまむら杵築店
- 守江湾